# Różańcowa Góra
Różańcowa Góra, Wzgórze Różańcowe (niem Kahlersberg, Kappelenberg, Rosenkranzberg lub Rosen-Kapellenberg) – wzniesienie (380 m n.p.m.) w południowo-zachodniej Polsce, w Sudetach Środkowych, w Górach Bardzkich, po północnej stronie, na końcu przełomu Nysy Kłodzkiej.
Góra położona jest około 1,5 km na północny wschód od centrum miejscowości Bardo Śląskie, w północno-zachodniej części Gór Bardzkich, na południowo-wschodnim krańcu Grzbietu Zachodniego.
Małe kopulaste wzniesienie o łagodnych zboczach, częściowo zalesione. Na zboczach góry przy drodze pątniczej prowadzącej z Barda na szczyt znajduje się szereg kaplic różańcowych pochodzących XX wieku.
Wzniesienie zbudowane jest z dolnokarbońskich szarogłazów, zlepieńców i łupków ilastych struktury bardzkiej.